# ایر عربیا اجیپت
ایر عربیا اجیپت (به انگلیسی: Air Arabia Egypt) یک شرکت هواپیمایی با کد یاتا E5 است که در تاریخ ۹ سپتامبر ۲۰۰۹ میلادی تأسیس شده است.
دفتر مرکزی ایر عربیا اجیپت در اسکندریه، مصر واقع شده‌است و به ۷ مقصد، پرواز مستقیم انجام می‌دهد.

## مقصدهای پروازی
مصر
- اسکندریه - فرودگاه برج‌العرب پایگاه

 ایتالیا
- برگامو - فرودگاه اوریو آل سریو (پایان در ۹ سپتامبر ۲۰۱۳)

 اردن
- امان - فرودگاه بین‌المللی ملکه علیا

 کویت
- کویت - فرودگاه بین‌المللی کویت

 لبنان
- بیروت - فرودگاه بین‌المللی رفیق حریری بیروت

 عربستان سعودی
- جده - فرودگاه بین‌المللی ملک عبدالعزیز
- دمام - فرودگاه بین‌المللی ملک فهد
- ریاض - فرودگاه بین‌المللی ملک خالد

 سودان
- خرطوم - فرودگاه بین‌المللی خرطوم

 پاکستان
- کراچی - فرودگاه بین‌المللی جناح
- لاهور - فرودگاه بین‌المللی اقبال لاهوری